# Гордана Јоцић (сликарка)
Гордана Јоцић-Стековић (Београд, 22. мај 1943. — Београд, 11. новембар 1989.) била је српска сликарка.

## Биографија
Гордана Јоцић је завршила Академију у Београду 1972. у класи професорке Љубице Сокић. Гордана је цртала и сликала фигуративне призоре и пејзаже у духу поетског реализма. На њеним сликама већих формата преовладавала је орнаментална структура композиције.